# Johan Fijnvandraat
Johannes Philippus (Johan) Fijnvandraat (Amersfoort, 30 oktober 1923 – Sneek, 26 november 2014) was een Nederlands evangelist. Hij was een van de werkende broeders in de Nederlandse Vergadering van gelovigen.

## Levensloop
Fijnvandraat groeide samen met zijn jongere broer Jaap op binnen de Vergadering. Hij volgde de MTS en ging daarna bij Philips in Eindhoven in het Natuurkundig Laboratorium als instrumentmaker aan het werk. Aangesproken door Kees Vink besloot hij zich volledig in te zetten voor het verspreiden van het evangelie, en zegde in 1948 zijn baan om zonder vast loon (levend van giften) te werken als evangelist. Tien jaar later volgde zijn broer Jaap. Beide broers waren tientallen jaren betrokken bij het evangelisatiewerk, met name in Friesland. Daarbij maakten de broers onder andere gebruik van twee oude stadsbussen.
Naast het evangelisatiewerk was Fijnvandraat op tal van andere terreinen actief. Zo was hij medeoprichter van de stichting Oase en stichting Wat zegt de Bijbel. Deze verzorgden respectievelijk jeugdkampen en schriftelijke Bijbelcursussen. Daarnaast was de evangelist betrokken bij de oprichting van de Evangelische Hogeschool en de Evangelische Omroep.
Samen met zijn broer Jaap, Willem Ouweneel, Dato Steenhuis en Henk Medema stond Fijnvandraat bekend als vijf van de “werkende broeders”. Zij gaven allen veel spreekbeurten in christelijk Nederland en waren de bekendste vertegenwoordigers van de Vergadering. De broers bevonden zich oorspronkelijk meer op de linkerflank van de Vergadering. De linkerflank staat meer open voor vernieuwingen, bijvoorbeeld vrouwen die liederen mogen opgeven en gebeden verzorgen en oudsten die de leiding krijgen in de gemeente.
In de loop van de tijd werden zij links ingehaald door Medema en Ouweneel die in de jaren negentig het charismatische gedachtegoed de Vergadering binnen brachten. Internationaal kwamen zij bekend te staan als de "Dutch five" toen zij in conflict kwamen met vertegenwoordigers van de Duitse Vergadering van gelovigen over de naamgeving van verschillende kerken.
Samen met zijn vrouw (Willy Gijsbertha Fijnvandraat - Blok) had Fijnvandraat acht kinderen.